# کودلیچه
کودلیچه (به لهستانی:  Kudlicze) یک روستا در لهستان است که در گمینا میلنگک واقع شده‌است.